# Boris Carmi
Boris Carmi (1. ledna 1914, Moskva, jako Boris Winograd – 18. září 2002, Tel Aviv) byl izraelský fotograf ruského původu. Je považován za jednoho z průkopníků izraelské fotožurnalistiky a dokumentoval samé počátky založení státu Izrael. Jeho práce čítá dohromady kolem 60 000 negativů.

## Životopis
V roce 1930, ve věku 16 let, Carmi odjel z Moskvy do Paříže a cestoval přes Polsko, Německo a Itálii. Poté vystudoval etnologii na Sorbonně a zároveň začal fotografovat. V roce 1936 odcestoval do Gdaňsku s úmyslem emigrovat do Palestiny. Povolení k tomu dostal o tři roky později a dorazil tam v roce 1939 na palubě nákladní lodi. Několik let pracoval ve skladu, než se mohl stát profesionálním fotografem.
Během druhé světové války Carmi sloužil v britské armádě, pracoval na leteckém snímkování a tvorbě map v Itálii a Egyptě . Jako fotograf samouk byl prvním fotografem novin izraelské armády BeMahaneh, a dokumentoval palestinskou válku v roce 1948 a následnou izraelskou historii. Byl jedním z mála fotografů působících v Izraeli v této době a zaznamenával historicky důležité momenty, stavební projekty, tranzitní tábory a vlny imigrace i válečné scény. V roce 1949 hebraizoval své příjmení na Carmi.
Pracoval pro různé noviny a časopisy produkující reportáže o imigrantech a jejich nových začátcích a portréty umělců a politiků. Od roku 1952 do roku 1976 pracoval především jako šéfredaktor deníku a vůdčí osobnost Izraelské novinářské asociace. Během války s Egyptem v roce 1956 inklinoval spíše k fotografování opuštěné krajiny Sinajského poloostrova s otisky bot egyptských vojáků než s k fotografiím obětí nebo scén zkázy.
V roce 1959 Carmi uspořádal svou první samostatnou výstavu v Tel Avivu a v následujících desetiletích vytvořil několik dalších výstav a publikací, včetně svazků portrétních a krajinářských fotografií a knihy pro děti s názvem Nádherná dobrodružství plameňáků . Od roku 1960 začal také fotografovat v mezinárodním měřítku. Získal ocenění za celoživotní dílo od Tel Avivského muzea umění a Izraelského muzea v Jeruzalémě. Ve fotografii pokračoval až do doby krátce před svou smrtí. Jeho první samostatná výstava v Evropě se však konala až posmrtně, na berlínské Akademii umění v roce 2004 a v Židovském muzeu ve Frankfurtu v roce 2005 – pod patronací politiků Johannese Raua a Moše Kacava bylo vystaveno přes 100 snímků.

## Galerie

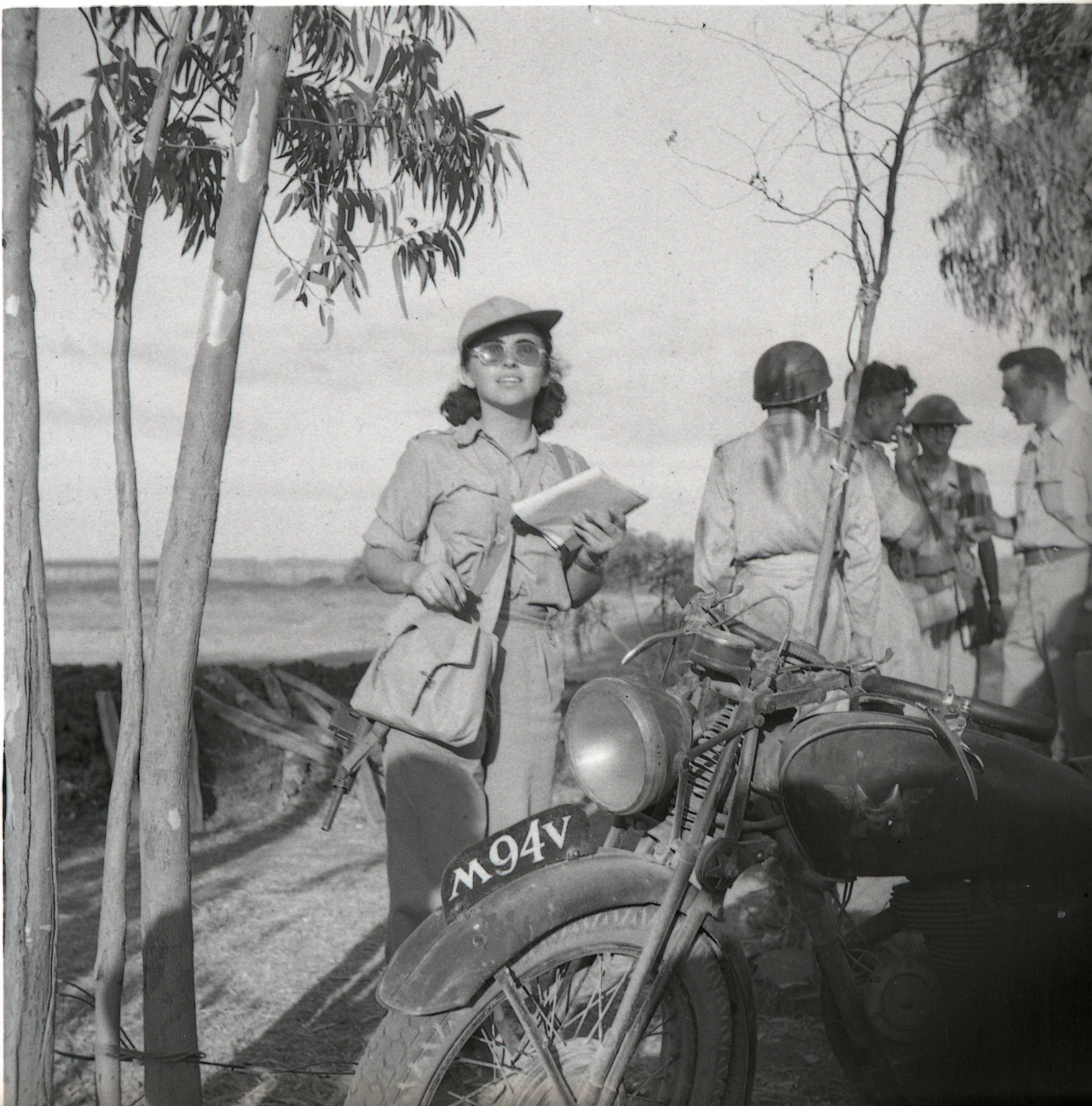
1948 Arab-Israeli War
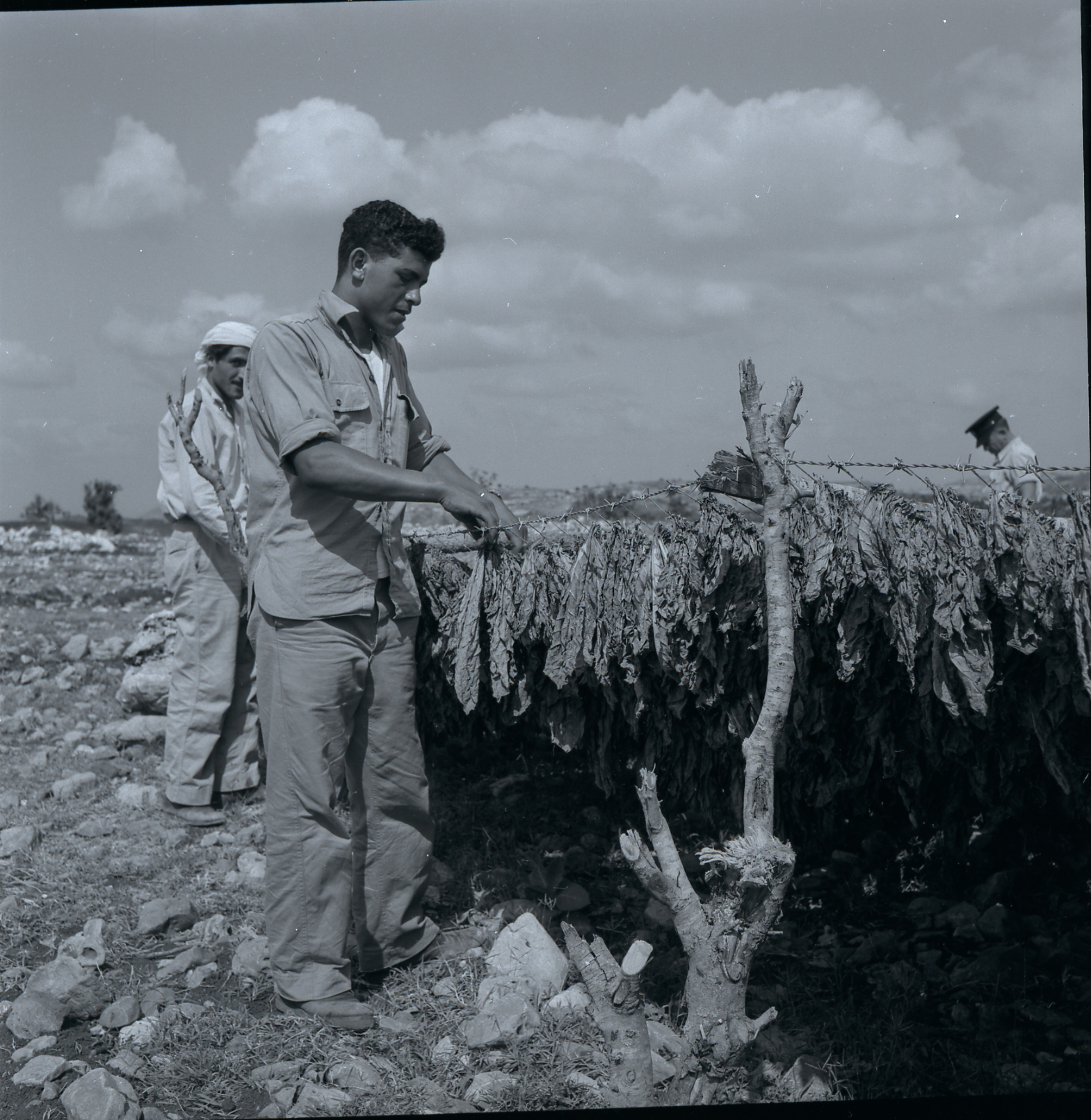
Adamit (Israel) Agriculture Israel Photographs; Kibbutzim Photographs
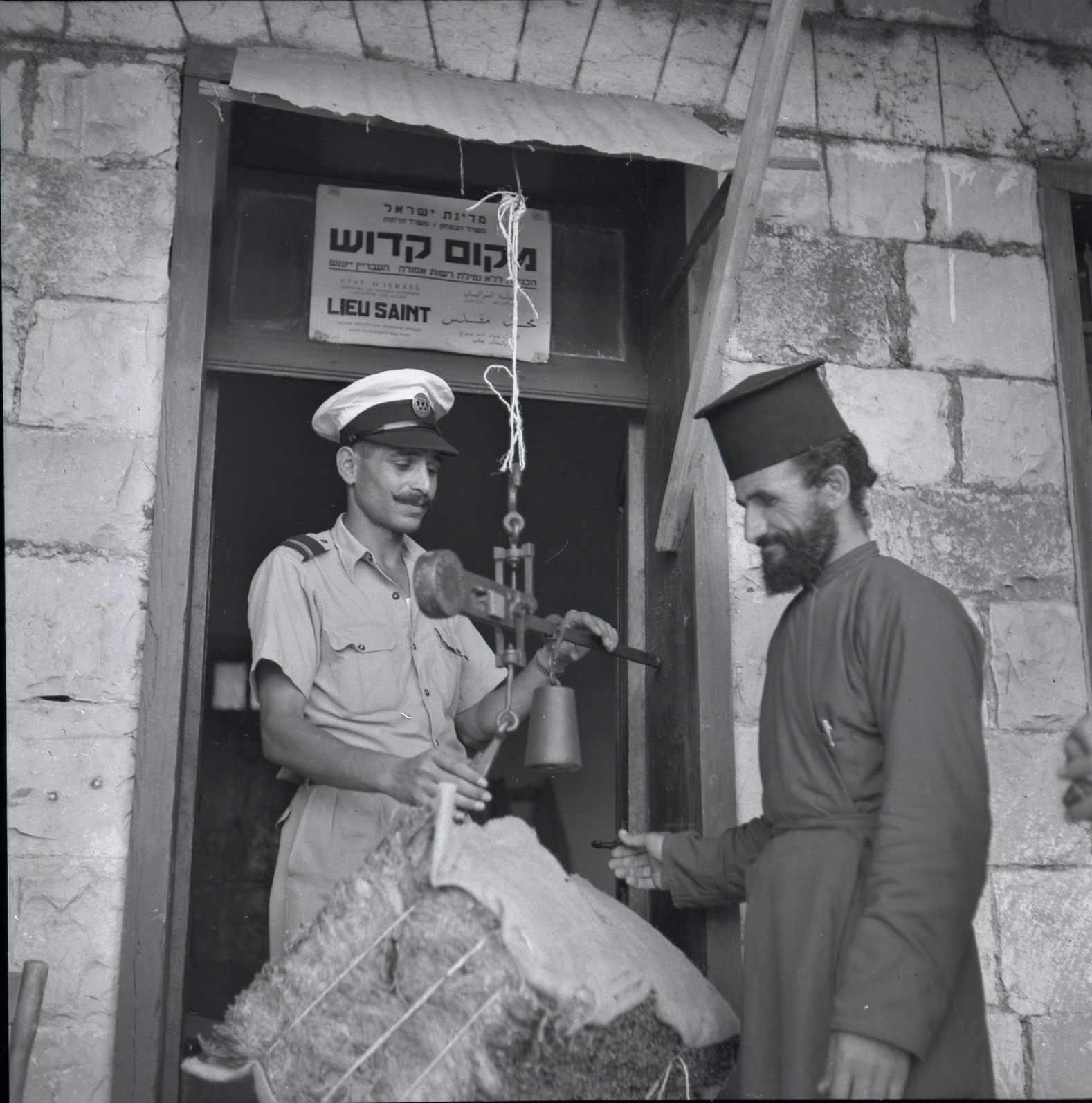
Vážení kůží
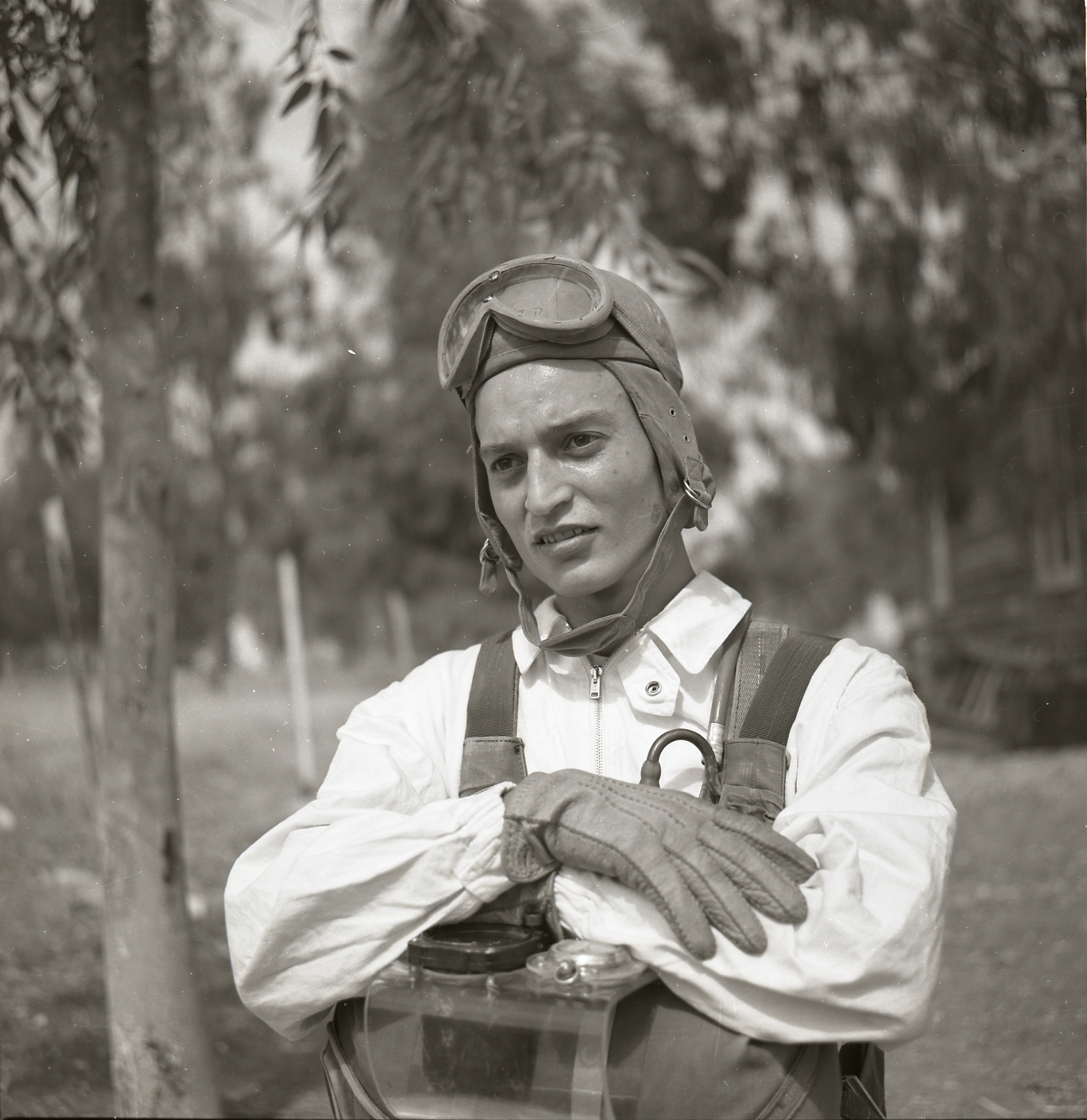
Paratrooper
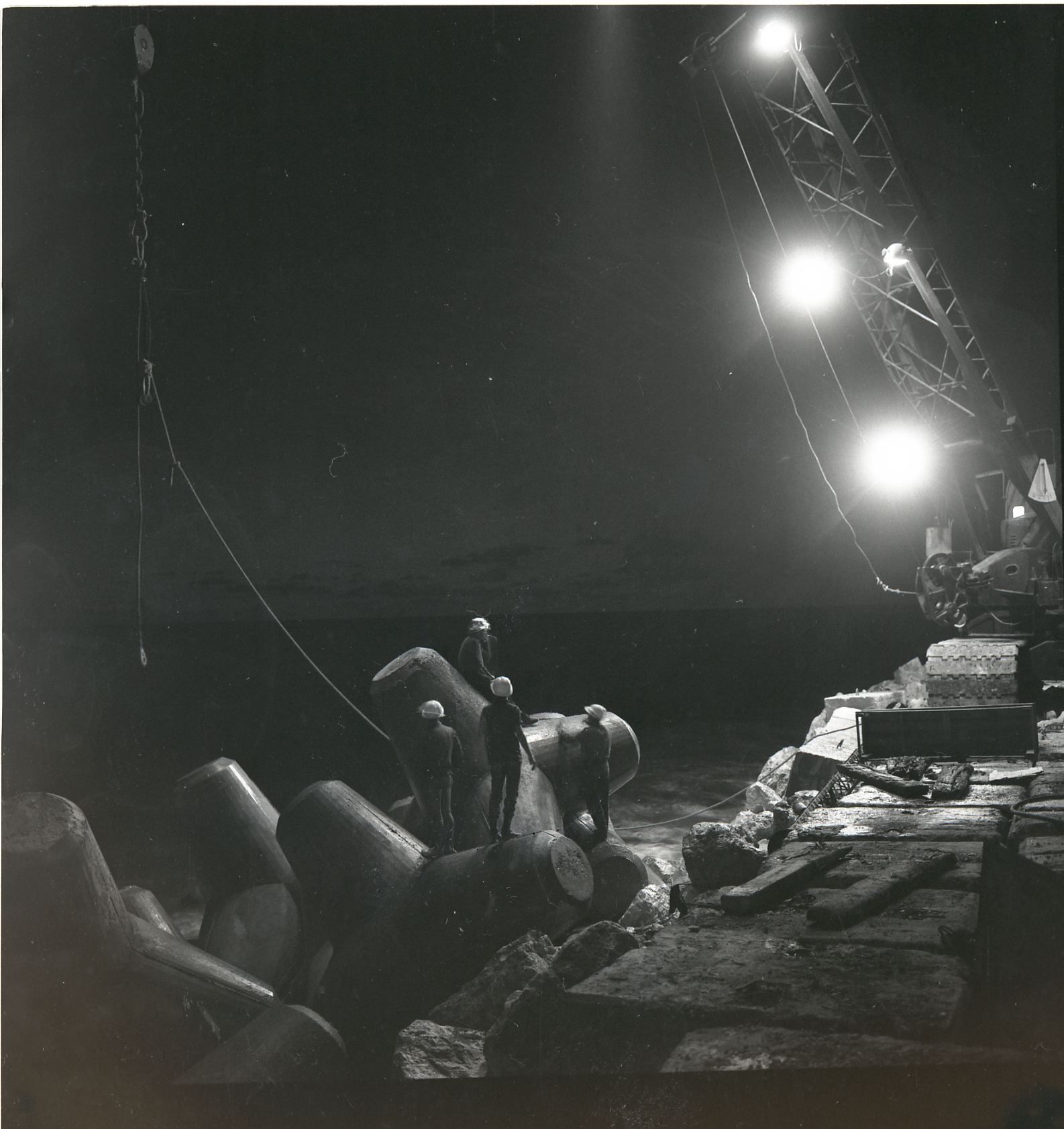
Port of Ashdod
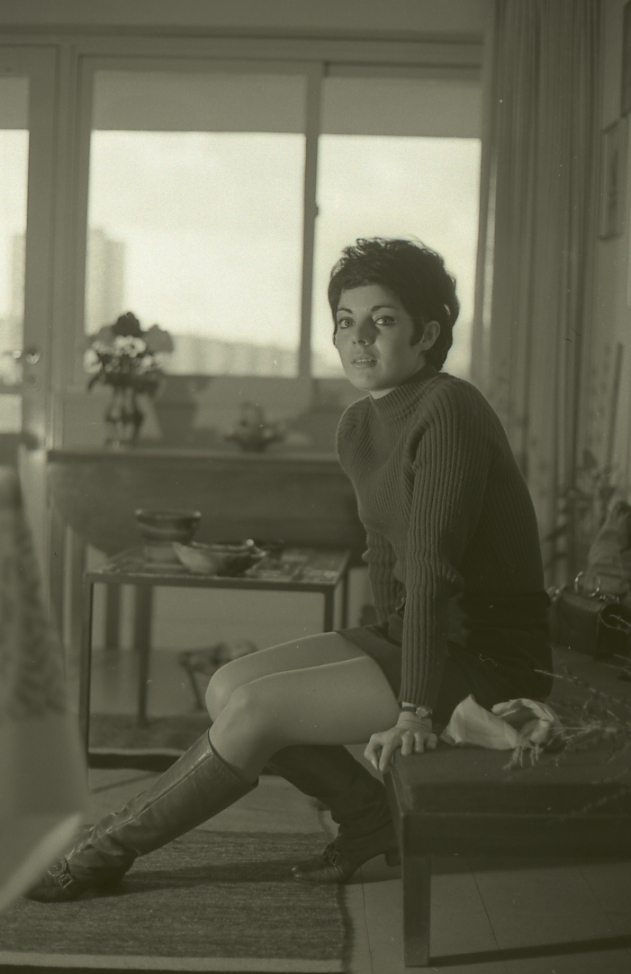
Portrait of women
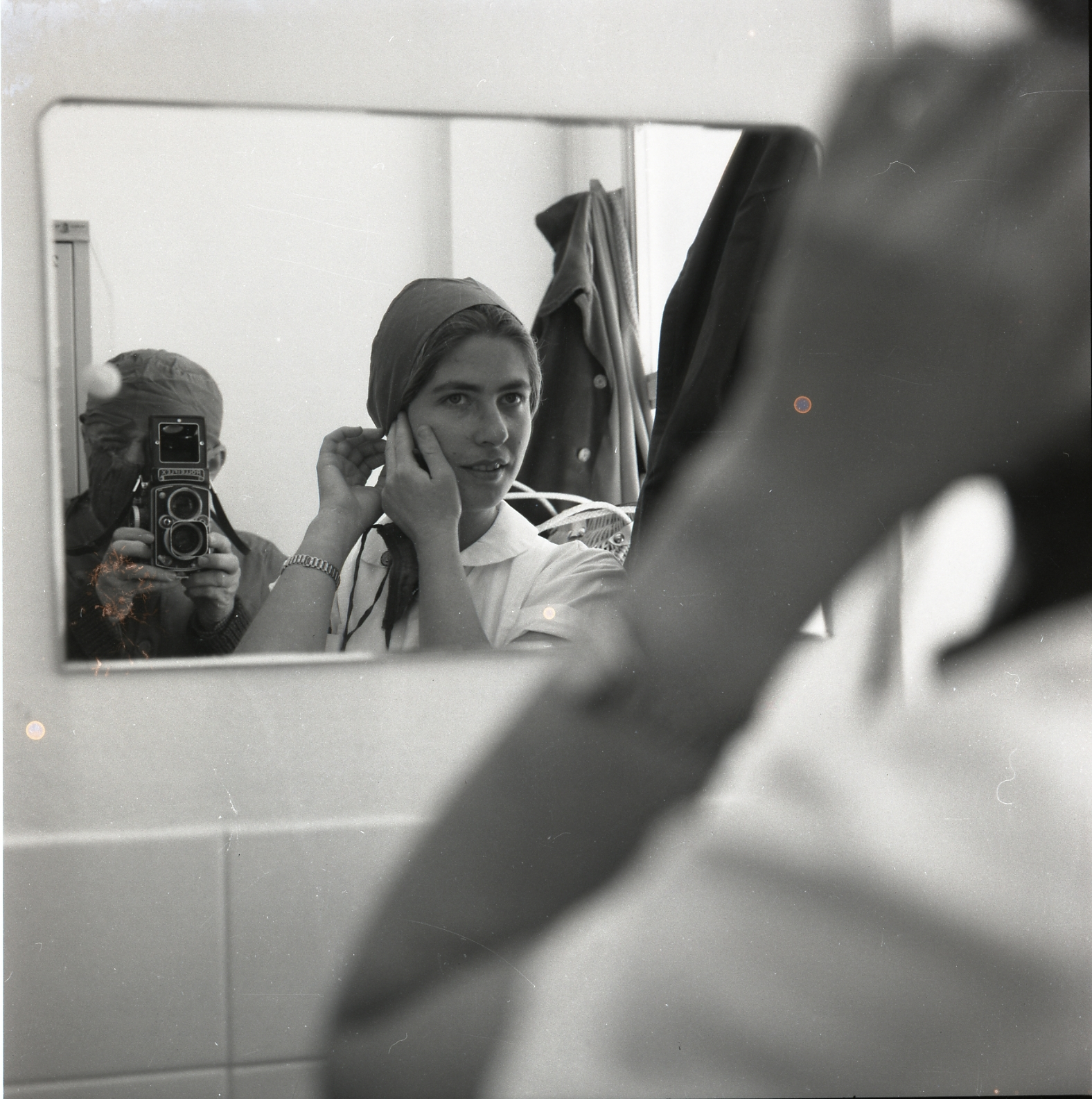
Portrait of women
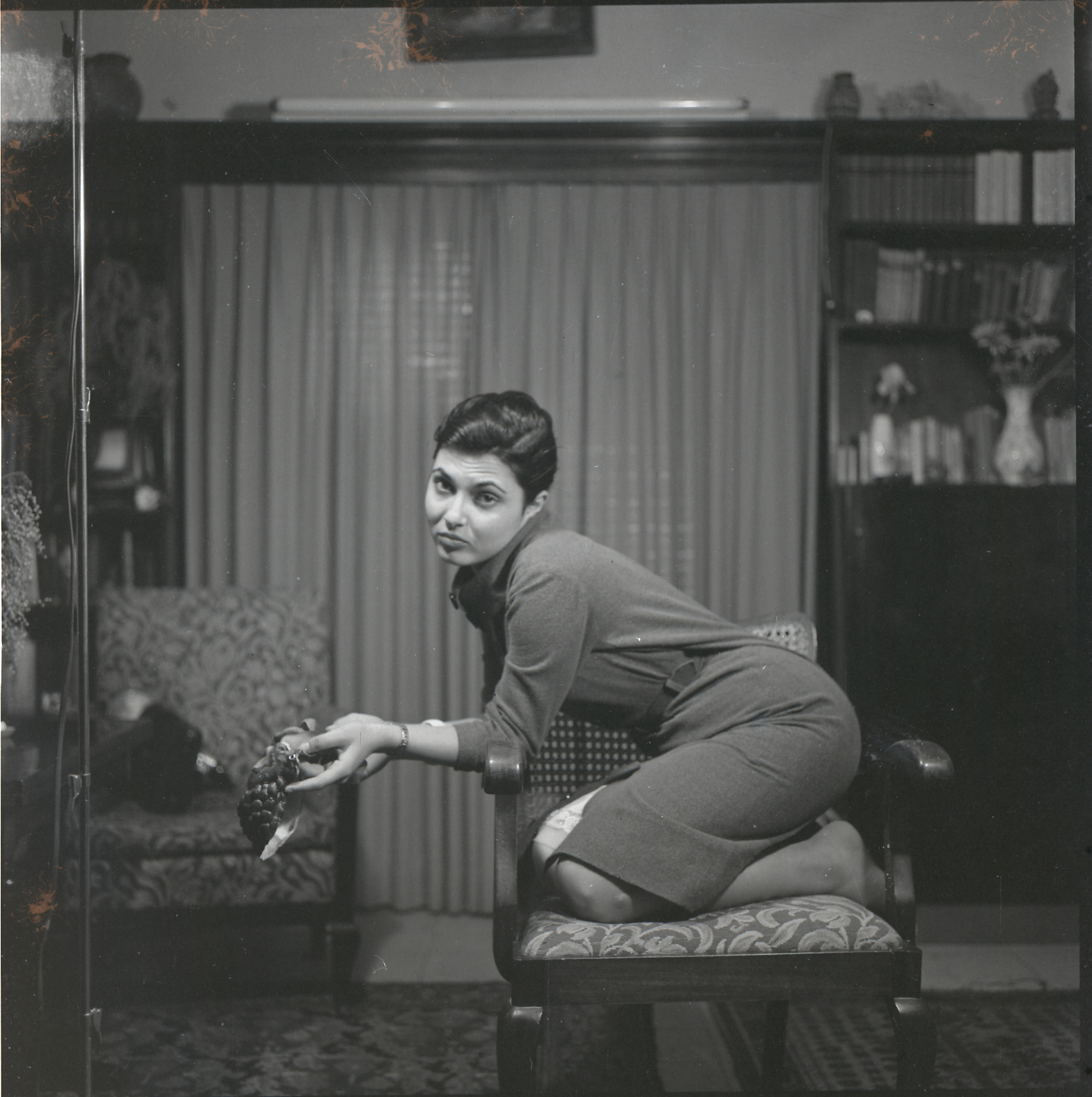
Portrait of women
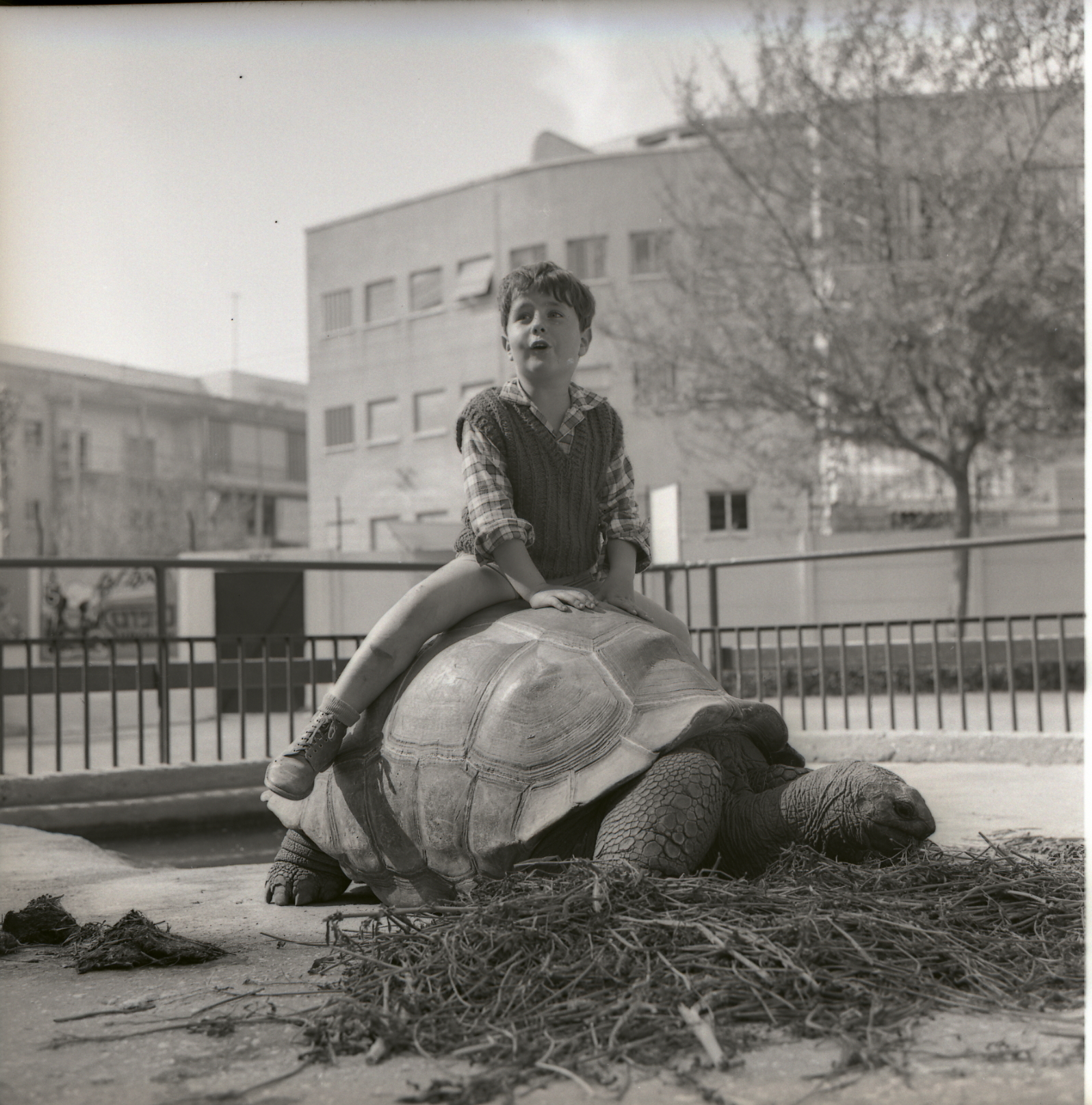
Ramat Gan
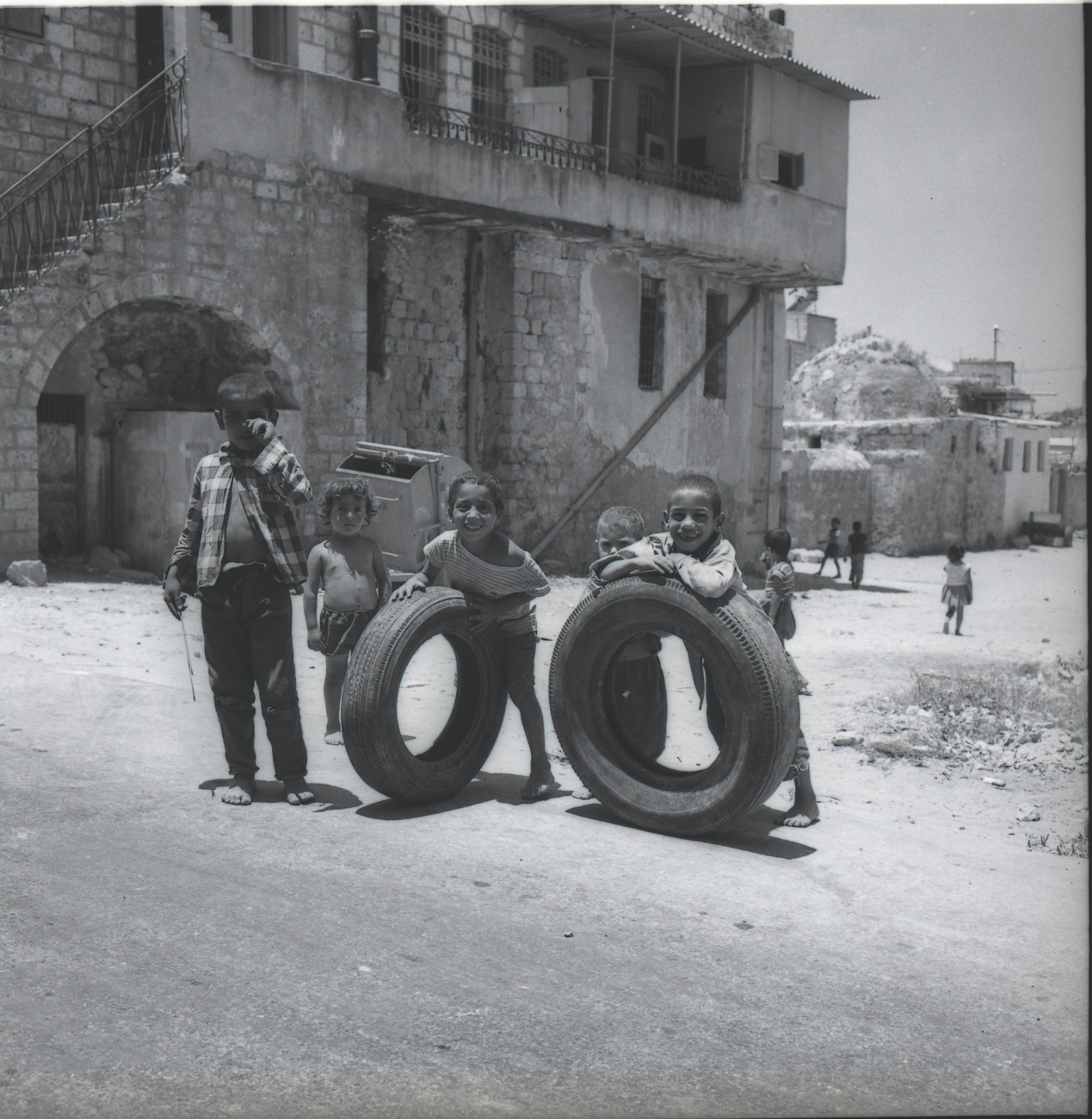
Ramla
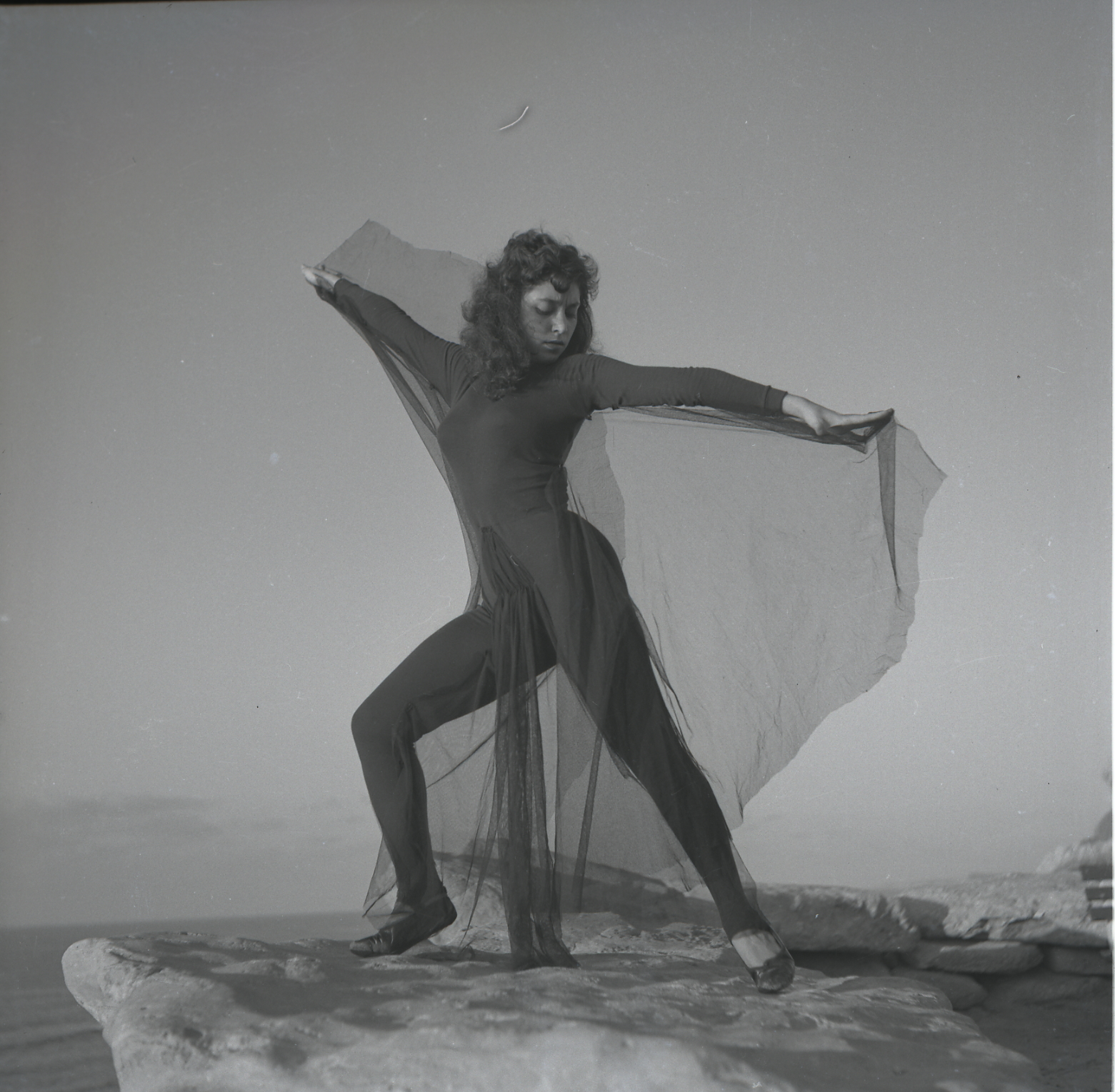
Ruth Nahmani